# Семенцов, Юрий Анатольевич
Юрий Анатольевич Семенцов (19 июня 1915, Киев — 29 октября 1992) —  российский и американский учёный и преподаватель в области химии, член Русской академической группы в США.

## Биография
Юрий Анатольевич Семенцов родился в Киеве 19 июня 1915 года в семье профессора химии Анатолия Петровича Семенцова (1886 - 1968). В 1937 году окончил химический факультет Киевского университета, защитил магистерскую диссертацию по химии. Некоторое время работал преподавателем в Институте кожевенной промышленности. В годы немецкой оккупации продолжал работать по специальности в Киеве, а в 1943 году выехал в Западную Европу и  преподавал химию в лагерях для беженцев в Германии.
В 1951 году при содействии польских эмигрантов семья Семенцова (жена Руфина Александровна и родители) получила возможность переехать на постоянное жительство в США, избежав насильственной репатриации. Семенцов занял позицию доцента в Моравском колледже (Moravian College) в городе Бетлехем, а затем переехал в Истон, штат Пенсильвания, где преподавал в колледже Лафайет (Lafayette College) до ухода на пенсию.
Помимо преподавательской деятельности Семенцов занимался научно-исследовательской и учебно-методической работой — в России опубликовал более 100 работ по химии, в США были опубликованы его работы по методике преподавания химии в высших учебных заведениях СССР и США, и по истории химии в журналах Американского химического общества (Journal of American Chemical Society), и химического образования (Journal of Chemical Education).
Состоял членом Американского химического общества, Национальной ассоциации естественных наук, Академии наук Пенсильвании (Pennsylvania Academy of Science).
Много времени посвящал работе с русскоязычной молодежью в рамках Организации российских юных разведчиков и Свято-Серафимовского фонда. В летнем лагере Фонда  он ежегодно организовывал и читал курс лекций по русской истории. За работу с молодежью награжден знаком отличия ОРЮР "Золотая пальмовая ветвь”
Семенцов был активным членом Русской академической группы в США, целью которой было сохранение  традиций русской академической науки  и помощь российским ученым в условиях эмиграции. В докладах на Собраниях Русских эмигрантов и в статьях в эмигрантских печатных изданиях выступал с критикой тоталитарного режима в России. Некоторые статьи подписывал псевдонимом Кулага (прозвищем своих предков, малороссийских казаков).
Ю. А. Семенцов скончался  29 октября 1992 г.

## Источник
Александров Е.А. Русские в Северной Америке: Биографический словарь. - Хэмден; Сан-Франциско; СПб., 2005. - С. 454.